# رودولف شنیدر
رودولف شنیدر (انگلیسی: Rudolf Schnyder; ۲۲ اوت ۱۹۱۹ – ۳۰ دسامبر ۲۰۰۰) ورزشکار ورزش تیراندازی اهل سوئیس بود.
وی در مسابقات کشوری و بین‌المللی در مجموع برندهٔ ۱ مدال نقره شده‌است.